# Землемір

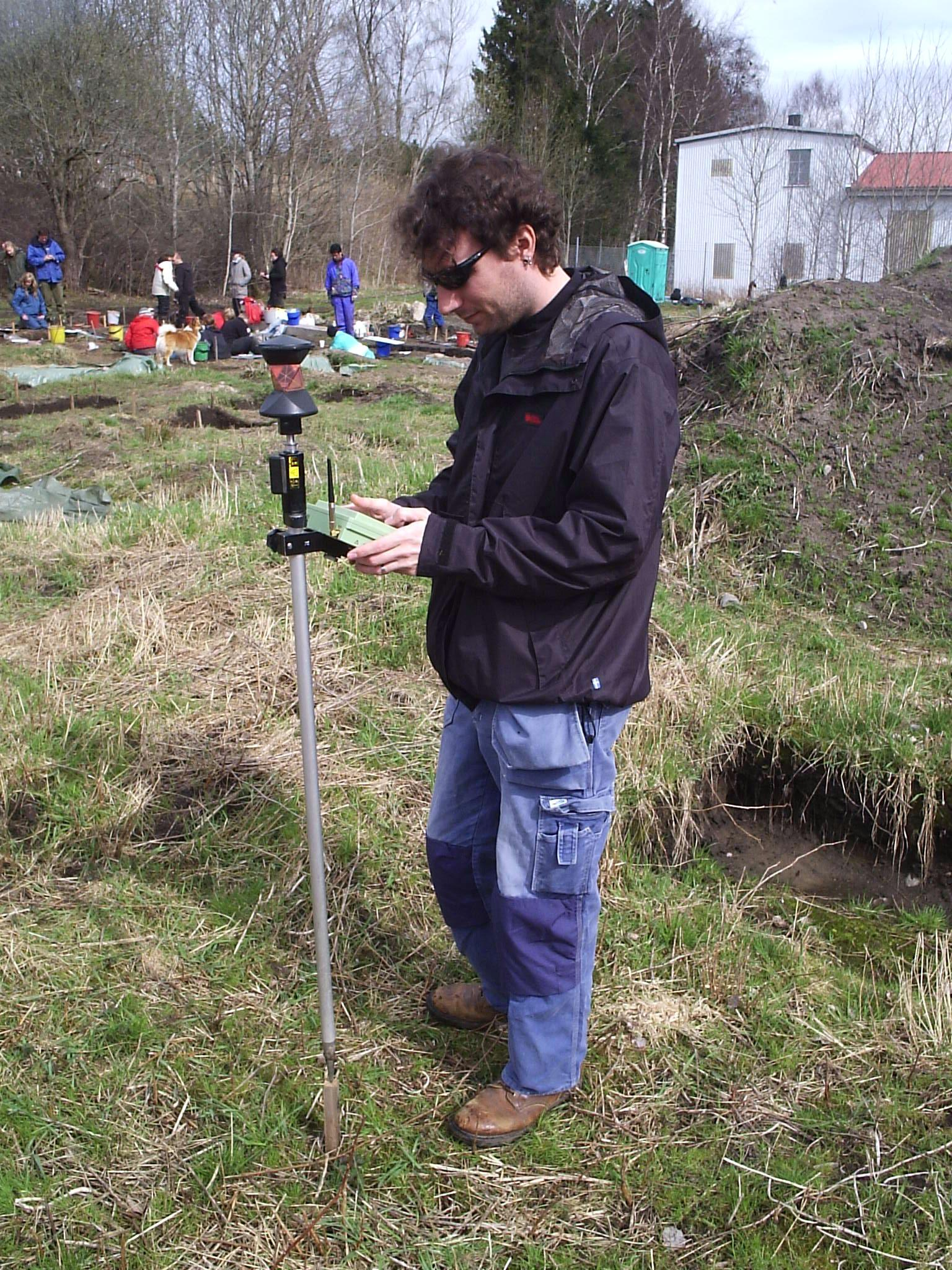
Землемір за роботою

Землемі́р — технік, або інженер, що займається зйомкою земельних угідь, створенням технічної документації із землеустрою, веденням землеустрою тощо. У стародавньому Світі Великим Землеміром називали Аполлонія Перзького.

## Дивіться також
- Землевпорядні роботи
- Геодезист